# Yoldiella cecinella
Yoldiella cecinella är en musselart som först beskrevs av Dall 1916.  Yoldiella cecinella ingår i släktet Yoldiella och familjen Yoldiidae. Inga underarter finns listade i Catalogue of Life.